# جيك تشارلز
جيك تشارلز (بالإنجليزية: Jake Charles)‏ (16 فبراير 1996 في المملكة المتحدة - ) هو لاعب كرة قدم بريطاني في مركزي wide midfielder ‏ والهجوم. شارك مع منتخب ويلز تحت 17 سنة لكرة القدم ومنتخب ويلز تحت 19 سنة لكرة القدم ومنتخب ويلز تحت 21 سنة لكرة القدم ومنتخب ويلز لكرة القدم. أما مع النوادي، فقد لعب مع هدرسفيلد تاون ونادي جيزيلي ‏.

## وصلات خارجية
- جيك تشارلز على موقع قاعدة بيانات كرة القدم.إي يو (الإنجليزية)
- جيك تشارلز على موقع Soccerbase.com (لاعب) (الإنجليزية)
- جيك تشارلز على موقع Soccerway.com (الإنجليزية)